# Peter Reichensperger

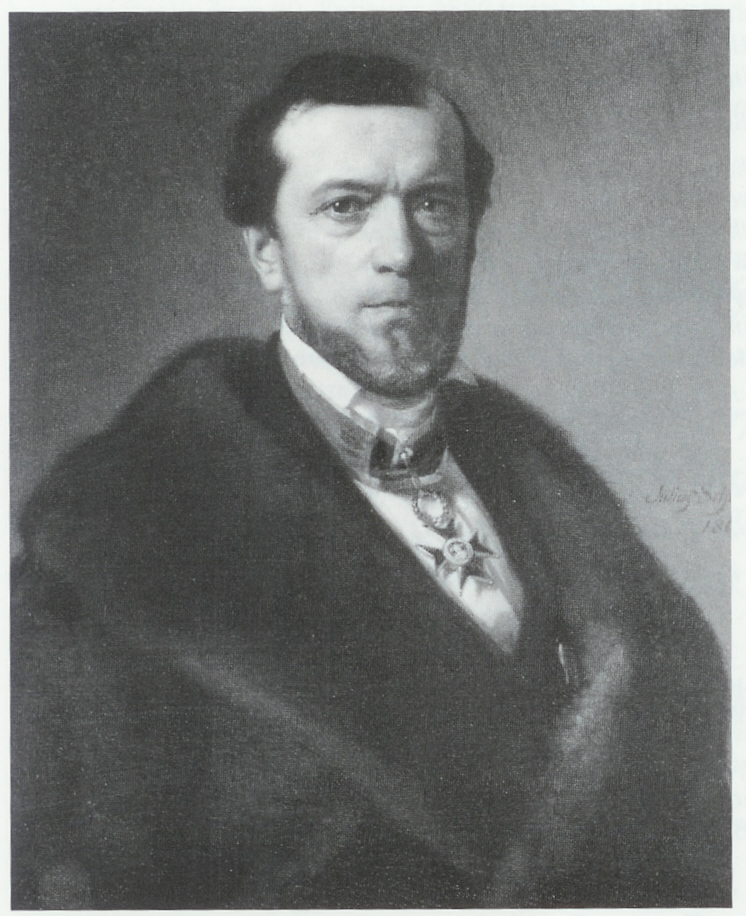
Peter Reichensperger auf einem Gemälde von Julius Schrader (1865)

Peter Reichensperger (1810–1892). Photographie von Leopold Haase & Comp., Berlin um 1874

Peter Franz Reichensperger (* 28. Mai 1810 in Koblenz; † 31. Dezember 1892 in Berlin) war ein deutscher Politiker (Zentrumspartei). Er war 1848 als Mitglied der preußischen Nationalversammlung maßgeblich an der preußischen Verfassungsdiskussion beteiligt. Zusammen mit seinem Bruder August Reichensperger gründete er 1852 die katholische Fraktion im preußischen Abgeordnetenhaus und war 1869/70 Mitbegründer der Zentrumspartei. Abgeordneter in Reichs- und Landtag blieb er bis zu seinem Tod.

## Leben

### Familie und Beruf
Der Vater Franz Joseph war ursprünglich Kurtrierer Richter und brachte es während der Franzosenzeit zum Präfekturrat in Koblenz. Die Mutter Margarethe Johanna Theresia war eine geborene Knoodt. Auch sie stammte aus einer Familie von bürgerlichen kurfürstlichen Funktionsträgern. Peter war der jüngere Bruder von August Reichensperger. Beide hatten noch zwei Schwestern.
Der Vater starb bereits 1812. Die Familie zog nach Boppard und lebte im Haus des Großvaters. Dort verbrachte Peter eine zwar nicht ganz einfache, aber insgesamt unbeschwerte Jugend. Die Reifeprüfung legte er 1829 am Königlichen Gymnasium in Kreuznach ab.
Zwischen 1829 und 1832 studierte er in Bonn und Heidelberg Rechtswissenschaften, Kameralistik, Physik und Chemie. Auch der Vater und sein Bruder hatten dort bereits studiert. In Heidelberg kam Reichensperger in Kontakt mit den Theorien des klassischen Wirtschaftsliberalismus. Er wurde 1828 Mitglied der Burschenschaft Germania Bonn.
Nach seinem Abschluss leistete er Militärdienst in Trier. Er hatte daran später keine guten Erinnerungen. Danach setzte er seine Ausbildung fort. Reichensperger war als Auskultator und Referendar beim Landgericht Trier tätig.
Im Jahr 1837 heiratete er Anna Maria Weckbecker. Diese war Tochter des vermögenden Gutsbesitzers Franz Georg Severus Weckbecker, den man den „Moselkönig“ oder „Burgen und Güterschlächter des Maifelds“ nannte. Aus der Ehe gingen zwei Söhne und zwei Töchter hervor. Louise heiratete den Landforstmeister Bernhard Danckelmann und Helene heiratete den Professor für Rechtsgeschichte Hugo Loersch. Mit seinem Schwager Peter Weckbecker verband ihn und seinen Bruder August eine lebenslange Freundschaft.
Von 1839 bis 1841 war er Assessor in Elberfeld, anschließend bis 1850 Landgerichtsrat in Koblenz und bis 1859 Rat am Appellhof Köln. 1859 wechselte Reichensperger als Obertribunalrat zum preußischen Obertribunal, eine Stellung, in der er bis 1879 tätig war. Reichensperger veröffentlichte eine Reihe von juristischen und politischen Schriften insbesondere zur Agrarfrage.

### Politik

#### Politische Positionen im Vormärz
Politisch geprägt wurde er von verschiedenen Faktoren. Da war seine berufsbedingte Staatsnähe. Er war später einer der gouvernementalsten rheinischen Politiker. Außerdem war er durch die Tradition des rheinischen Rechts (Code Napoleon) geprägt. Ein weiterer Aspekt ist der wirtschaftliche Liberalismus. Er wurde zum Befürworter einer Liberalisierung der Gesellschaft und der politischen Verfassung. Er war von der Überlegenheit der rheinischen Wirtschaft und ihrer Institutionen gegenüber dem als rückständig empfundenen Preußen überzeugt.
Reichensperger war als Rheinländer katholisch, aber er stammte aus einer aufgeklärten und toleranten Tradition. Er war nicht fromm und hat auch seine religiösen Pflichten nicht wirklich wichtig genommen. Allerdings hat ihn das Kölner Ereignis der 1830er Jahre politisch mitgeprägt.
Im Jahr 1842 veröffentlichte er die Schrift Öffentlichkeit, Mündlichkeit, Schwurgerichte, in der er die Überlegenheit des rheinischen Rechts darlegte. Sollte das übrige Preußen diese Einrichtungen übernehmen, würde das die Legitimität des Staates stärken. Seine wichtigste Schrift im Vormärz war Die Agrarfrage aus dem Gesichtspunkte der Nationalökonomie, der Politik und des Rechts von 1847. Darin plädierte Reichensperger angesichts der Pauperismus- und Industrialisierungsdebatte für die freie Teilbarkeit des Bodens. Dies stand im Gegensatz zur Position im ostelbischen Preußen. Er sah in der Teilbarkeit nicht die Gefahr einer Besitzzersplitterung, sondern einen Anreiz für das Gewinnstreben. An dem Durchbruch der Industrialisierung hatte er keinen Zweifel, hoffte aber auf eine Zähmung der Entwicklung. Die Industriearbeiterschaft ließ sich nicht wieder abschaffen, aber er hoffte, deren weiteres Wachstum begrenzen zu können. Verbunden waren die Gedanken zur Freiheit des Bodens mit einer Kritik am Adel. Eine künstliche Erneuerung der Stände, wie Preußen dies mit den Provinziallandtagen versuchte, lehnte er ab. Politische Institutionen sollten sich nicht aus der Tradition, sondern von der Zweckmäßigkeit herleiten. Allerdings hatte er auch Zweifel am liberalen konstitutionellen Verfassungssystem. Ein starkes Parlament würde die Position des Königs schwächen. Er plädierte für ein föderalistisch-korporatives Modell. Darin sollten Gemeinden und Provinzen so viel Macht wie möglich und der König so viel Macht wie nötig erhalten. Zünfte, Stände und Korporationen sollten zur politischen Partizipation dienen. Diese Positionen unterschieden ihn aus heutiger Sicht vom klassischen Liberalen. Aber in der damaligen politischen Diskussion gab es zahlreiche ähnlich abweichende Konzepte. Immerhin machten ihn seine Thesen in der politisch interessierten Öffentlichkeit bekannt.

#### Vorparlament
Seine Schriften führten dazu, dass man ihn im März 1848 zum Frankfurter Vorparlament einlud. Den Ausbruch der Revolution hatte Reichensperger mit Skepsis beobachtet. Der Fortschritt, für den er stand, könnte durch die Anarchie der Massen zerstört werden. Aufgabe des Bürgertums war es danach, die Unruhen in geordnete Bahnen zu lenken. Für Reichensperger als Juristen war die Revolution in erster Linie ein Problem der verfassungsrechtlichen Legitimation. Insofern nahm er die Einladung zum Vorparlament, das für ihn einen revolutionären Beigeschmack hatte, mit einem gewissen Zögern an. Im Vorparlament machte er sich bald einen Namen. Er wandte sich gegen die Radikalen um Gustav Struve und Friedrich Hecker. Während diese versuchten, das Vorparlament zu einer dauernden Institution zu machen, widersprach dem Reichensperger. Ohne Legitimation durch Wahlen konnte es nach seiner Auffassung nur von vorübergehender Dauer sein. Eine Rolle spielte die Furcht vor Entwicklungen, wie sie in Frankreich nach 1793 zur Schreckensherrschaft geführt hatten. Zwischen rheinischen Liberalen und südwestdeutschen Liberalen war die Frage, in welchem Verhältnis Krone und Parlament zueinander stehen sollten, ein entscheidender Unterschied. Während die Liberalen vom Schlag Reichenspergers den Schwerpunkt beim König sahen, sah die Linke im Parlament das politische Zentrum. Diese grundsätzliche Kluft ließ sich kaum überbrücken.

#### Preußische Nationalversammlung
Er kandidierte für die Frankfurter Nationalversammlung im Wahlkreis Mayen-Ahrweiler. Durch sein Bekenntnis zu einer starken Monarchie, sein Ziel einer bloß gemäßigten Reformpolitik und durch seine Kritik an den revolutionären Vorgängen in Berlin konnte er die Wahlversammlung nicht überzeugen. Ohne sein Wissen war er in Kempen dagegen in die preußische Nationalversammlung gewählt worden. Sein Bruder August gehörte der Frankfurter Versammlung an.
Peter Reichensperger gehörte zu den Führern der konstitutionellen Rechten im Berliner Parlament. Er war Mitglied im zentralen Verfassungsausschuss und hatte erheblichen Einfluss auf die Umarbeitung des Verfassungsentwurfs der Regierung genommen. Verschiedene Artikel in dem später Charte Waldeck genannten Entwurf stammen von ihn, und er hat sie im Plenum verteidigt. Dabei wurde deutlich, dass er verschiedene sozialromantische Vorstellungen aus der Zeit des Vormärz aufgegeben hatte und nunmehr klarer Konstitutionalist war. Nicht mehr Zünfte und Stände, sondern das Parlament war nun neben dem König der entscheidende Akteur. Er hielt daran fest, dass die Position des Königs möglich stark sein sollte. Dies galt unter anderem für das Recht des Königs, eine Regierung bestimmen zu können. Allerdings wollte er auch, dass der König durch die Verfassung gebunden sei, und drängte auf einen Verfassungseid. Auch wollte Reichensperger die Rechte der Abgeordneten und Bürger nach Vorbild der belgischen Verfassung erweitern. Dies galt etwa für die Rechenschaftspflicht der Regierung oder für die Immunität der Abgeordneten. Auch sahen seine Veränderungen Diäten für Abgeordnete vor. Als Befürworter der Herrschaft von Eliten befürwortete er das Dreiklassenwahlrecht.
Nach dem Beginn der Gegenrevolution in Preußen und der Verlegung der Nationalversammlung nach Brandenburg wurde Reichensperger von der neuen Regierung beauftragt, als Vertreter Preußens nach Frankfurt zu reisen, um dort für das Vorgehen zu werben. Er schaffte es, die deutsche Nationalversammlung dazu zu bewegen, die Steuerverweigerungskampagne in Preußen zu verurteilen und sich ansonsten zurückzuhalten. Die Auflösung der Preußischen Nationalversammlung wurde von Reichensperger als rechtmäßig angesehen. Er hat seinen Standpunkt in einer Streitschrift gegen den Linken Karl Rodbertus verteidigt. Auch die oktroyierte Verfassung hat er als Notwendigkeit verteidigt. Er verwies darauf, dass diese viele liberale Aspekte enthalten würde.
Im Juli 1849 wurde er in die zweite Kammer des preußischen Landtages gewählt, welcher er bis 1856 und dann erneut von 1858 bis zu seinem Tod 1892 angehörte. Infolge der Wahlenthaltung der Demokraten gehörte Reichensperger zur Mitte. Er versuchte die liberalen Errungenschaften der Verfassung gegen die Rechte zu verteidigen. Im Jahr 1850 gehörte er dem Erfurter Unionsparlament an. Dort hat er sich zur großdeutschen Lösung bekannt.

#### Politischer Katholizismus
In der Folge wurde er zu einem Mitbegründer des politischen Katholizismus. Der Hintergrund war, dass die preußische Regierung während der Reaktionsära versuchte, auch die kirchlichen Freiheiten einzuschränken. So wurde 1852 ein Verbot von Volksmissionen in gemischtkonfessionellen Gebieten erlassen. Preußischen Untertanen war es fortan verboten, am Collegium Germanicum in Rom zu studieren. Diese Eingriffe waren der Auslöser für die Gründung der katholischen Fraktion im preußischen Landtag durch die Brüder Reichensperger. Der neuen Gruppierung schlossen sich in der Folge 63 Abgeordnete an. Hauptzielsetzung war der Erhalt der Rechtsstaatlichkeit insbesondere in Kirchenfragen. Gleichzeitig stand die Gruppe treu zum König. Bei Reichensperger ging der Rechtsstaatsgedanke auch dahin, nicht nur Gleichberechtigung für die Katholiken zu fordern, sondern er setzte sich auch dafür ein, dass Juden öffentliche Ämter bekleiden durften, war jedoch andererseits insofern durchaus noch von Vorbehalten geprägt, indem er Juden eine Mitschuld am Antisemitismus gab und sie aufforderte, den „Bogen nicht zu straff zu spannen“, sonst könne „der Tag kommen, an dem das christliche deutsche Volk alles vergißt und mit elementarer Gewalt in gerechtem Unwillen“ die Rechte der Juden „über Bord spült“. Im Jahr 1858 wurde er erneut in das preußische Abgeordnetenhaus gewählt. Weil die Fraktion zu Beginn der 1860er Jahre während des preußischen Verfassungskonfliktes keine klare Position bezog, sondern zu vermitteln versuchte, büßten ihre Mitglieder massiv an Zustimmung ein.
Als sich 1869/70 die Zentrumspartei gründete, hatte das katholische rheinische Bürgertum daran kaum Anteil. Ausnahmen waren die Brüder Reichensperger. Beide nahmen im Übrigen die Ehre für sich in Anspruch, den Parteinamen erfunden zu haben. Peter Reichensperger hat vor der Gründung durch einen Wahlaufruf wichtige Punkte des Parteiprogramms vorformuliert. In der Folge blieben sie weit von den Ultramontanen entfernt. Peter Reichensperger etwa lehnte das Unfehlbarkeitsdogma ab. Er gehörte zwar dem inneren Führungszirkel der Partei an, stand aber im Schatten von Ludwig Windthorst. Er rechnete sich zu den „heterogenen Elementen“ der Partei. Seit 1867 gehörte Reichensperger dem Norddeutschen Reichstag an. Hier gehörte er zur Fraktion der Bundesstaatlich-konstitutionellen Vereinigung. Nach der Gründung des Deutschen Kaiserreichs gehörte er bis zu seinem Tod dem Deutschen Reichstag an. Er repräsentierte dabei über Jahrzehnte den Wahlkreis Arnsberg 2 Olpe-Meschede-Arnsberg im katholischen Sauerland.
Während des Kulturkampfes versuchte er die liberalen Grundlagen der Reichsverfassung gegen die antikatholischen Bestrebungen, insbesondere auch der Liberalen, zu verteidigen. Er veröffentlichte die Schrift Kulturkampf oder Friede in Staat und Kirche. In dieser warb er für Verständigung, Toleranz und Respektierung kirchlicher Freiheitsrechte durch den Staat. Auf der anderen Seite blieb er so weit wie möglich staatstreu. Dabei stimmte er nicht immer mit seiner Fraktion überein. Im Jahr 1884 stimmte er gegen die Mehrheit der Fraktion für eine Verlängerung des Sozialistengesetzes. Im Jahr 1887 sprach er sich vehement für die Zustimmung zum Septennat aus und konnte nur mit Mühe zu einer Enthaltung bewegt werden. Später stimmte er Bismarcks Plänen für eine Sozialversicherung zu.
Im Jahr 1865 wurde Reichensperger das Kommandeurkreuz des päpstlichen Gregoriusordens verliehen.

### Tod
Peter Reichensperger starb 1892 im Alter von 82 Jahren in Berlin. Er wurde auf dem dortigen St.-Hedwigs-Friedhof an der Liesenstraße beigesetzt. Das Grabmal ist nicht erhalten.

## Schriften
- Die Wahlen zum Hause der Abgeordneten in Preußen. Von einem Katholiken. Paderborn 1858 (Digitalisat der ULB Münster).
- (mit August Reichensperger) Parlamentarische Reden der Gebrüder August Reichensperger und Peter Franz Reichensperger. Als Material zu einer Charakteristik der grossdeutschen und katholischen Fraktion 1848–1857. G. J. Manz, Regensburg 1858.
- Kulturkampf oder Friede in Staat und Kirche. Verlag Julius Springer, Berlin 1876 (Digitalisat).
- Erlebnisse eines alten Parlamentariers im Revolutionsjahre 1848. Verlag Julius Springer, Berlin 1882